# Denys Bouliane
Pour les articles homonymes, voir Bouliane.
Denys Bouliane est un compositeur québécois né en 1955 à Grand-Mère.
Il a été compositeur en résidence de l'Orchestre symphonique de Québec (1992-1995) puis de l'Orchestre philharmonique de Heidelberg (1995-1996).
Il est depuis professeur de composition à la Faculté de musique de l'Université McGill.

## Biographie

### Débuts
Né dans le village de Grand-Mère au Québec, Denys Bouliane fait ses débuts dans la musique au cours des années 1960 en jouant de la guitare dans un groupe de rock amateur. Il commence ses études en musique en 1972 à l’Université Laval où il étudie le piano et le violon. Il complète éventuellement une maitrise en composition en 1979 sous la supervision de Jacques Hétu. En 1980, il suit les cours d'été de Darmstadt et s’installe à Cologne en Allemagne où il poursuit ses études avec György Ligeti à la Hochshule für Musik de Hambourg de 1980 à 1985. Il vit principalement à Cologne entre 1980 et 1995. 

#### Sa musique
Denys Bouliane est considéré comme l'un des compositeurs canadiens les plus éminents. Pendant plus de deux décennies, sa musique reçut une attention particulière des festivals internationaux comme ISCM, Musik der Zeit Köln, Musik der Zeit Stuttgart, Schleswig-Holstein Festival, Pro Musica Nova Bremen, Frankfurt Alte Oper, Wittener Tage für Neue Musik, Darmstadt, A* Devantgarde de Munich, Tage für Neue Musik Zürich, Salzburg Festival, Gaudeamus MusikWeek, Holland Festival, Ars Musica Brussels, Rencontres internationales de Metz, "38è Rugissants" de Grenoble, Musiques en scène Lyon, Royaumont Voix Nouvelles, Radio-France Présences, le Festival de Canterbury, London South Bank, Music of Today, San Francisco Wet Ink, Santa Fe Festival, Telluride Colorado, Québec Musiques-au-présent, MNM (Montréal/Nouvelles Musiques), Toronto Massey Hall Festival, Toronto Encounters , Winnipeg New Music Festival, Ekatarinenburg Music Festival, et d’autres.

##### Sa carrière comme professeur
Depuis 1995, il est professeur de composition à l'Université McGill et, de 1996 à 2010, directeur musical de l'Ensemble de musique contemporaine de McGill. Il a été régulièrement conférencier invité dans plusieurs universités, conservatoires et festivals internationaux, ainsi que collaborateur sur des émissions de radio et à des périodiques spécialisés en Amérique et en Europe. Il a été invité à la Darmstädter Ferienkurse, la Kölner Hochschule für Musik, la Hochschule für Musik à Stuttgart, le Musikkonservatorium à Zürich, le Royal College of Music à Londres, le Trinity College of Music, le Moscow Conservatory, l'Université de Toronto, l'Université de Montréal, l'Escuela Superior de Musica (CENART) et le Conservatorio Nacional de Musica au Mexique, la Northwestern University, la Levine School of Music à Washington, le Peabody Conservatory et la Manhattan School of Music.

###### Carrière comme chef d’orchestre
En tant que chef d'orchestre, il a travaillé avec Ensemble Modern, MusikFabrik, Série B (Allemagne) Court-Circuit (France), CAPUT Ensemble (Islande), New Music Concerts, Soundstream, Esprit Orchestra (Toronto), le McGill CME, Uccello, l’Orchestre symphonique de Québec, l'Orchestre symphonique de Montréal et l'Orchestre du Centre national des Arts. Dans les années 1990, il est chef régulier de l'Ensemble XXe siècle de l'OSQ ainsi que conseiller spécial de l'orchestre. Dans les années 1980, il effectue de nombreuses tournées en Europe en tant que régisseur de son de l'Ensemble Köln et, en 1991, fonde l’ensemble Série B. Il travailla également en étroite collaboration avec le metteur en scène Denis Marleau sur Woyzeck de Büchner en 1993 et Lulu de Wedekind en 1995.

## Liste des œuvres
- 1976 : Quintette : pour flûte, hautbois, clarinette, cor, basson
- 1981 : Jeux de société : pour quintette à vent et piano amplifié
- 1982 : Douze tiroirs de demi-vérités pour alléger votre descente : pour piano solo et orchestre de chambre
- 1983 : "Comme un silence entr'ouvert"
- 1985 : "À propos... et le Baron perché" : pour dix instrumentistes
- 1985 : "Rituel lapidaire, en souvenance-" : pour cor anglais et un vibraphone
- 1986 : "A Certain Chinese Cyclopaedia..." : For Woodwind Quintet
- 1986 : "Le cactus rieur et la demoiselle qui souffrait d'une soif insatiable" : pour grand orchestre
- 1997 : Dessiner l'écoulement du temps : pour chœur a capella
- 1998 : Contredanse du silène Badouny : pour piano solo

## Distinctions
- 1983 - Compositeur de l'année désigné par le Conseil canadien de la musique
- 1985 - Prix Foërderpreis décerné par la ville de Cologne (Allemagne)
- 1985 - Prix Jules-Léger de la musique nouvelle
- 1991 - Prix Serge-Garant
- 2004 - Prix Opus du directeur artistique de l'année décerné par le Conseil québécois de la musique